# Ašur-nasir-pal II.
Ashur-nasir-pal II Asirski kralj, vladao od 884. pr. Kr. do 859. pr. Kr.
Ashur-nasir-pal II nasljedio je svog oca, Tukulti-Ninurta II, 884. pr. Kr. Osvojio je Mezopotamiju i područje koje čini današnji Libanon,  ujedno je vrlo nasilno ugušio pobunu grada Sure u Bit-Halupi. Bio je poznat po svojoj brutalnosti, koristio je robove za izgradnju novog glavnog grada Kalhu (Nimrud) u Mezopotamiji, tamo je izgradio puno impresivnih znamenitosti. Bio je odličan upravitelj koji je uvidio kako bi mogao imati veću kontrolu nad svojim carstvom postavljajući asirske guvernere na čelo pokorenih područja, radije nego da se oslanja na lokalne moćnike koji plaćaju danak. Nasljedio ga je njegov sin Šalamaneser III.